# Plobannalec-Lesconil
Plobannalec-Lesconil (tiếng Breton: Plobanaleg-Leskonil) là một xã của tỉnh Finistère, thuộc vùng Bretagne, miền tây bắc Pháp.

## Dân số
Người dân ở Plobannalec-Lesconil được gọi là Plobannalecois.